# Eriocaulon tenuissimum
Eriocaulon tenuissimum là một loài thực vật có hoa trong họ Eriocaulaceae. Loài này được Nakai mô tả khoa học đầu tiên năm 1917.